# Zbrodnie w Podkamieniu (powiat rohatyński)
Zbrodnie w Podkamieniu – dwie masowe zbrodnie dokonane w lutym 1944 r. na około 80 polskich mieszkańcach wsi Podkamień, położonej w powiecie rohatyńskim województwa stanisławowskiego, popełnione przez oddział Ukraińskiej Powstańczej Armii.

## Przed zbrodnią
Według wspomnień zgromadzonych przez Stowarzyszenie Upamiętnienia Ofiar Zbrodni Ukraińskich Nacjonalistów Podkamień leżący w powiecie rohatyńskim województwa stanisławowskiego przed II wojną światową był wsią zamieszkaną po połowie przez Polaków i Ukraińców. Po nastaniu okupacji niemieckiej Polacy zostali poddani różnym szykanom, także przez miejscowych Ukraińców kolaborujących z okupantem (rewizje ukraińskiej policji, wywózki na roboty przymusowe w III Rzeszy). Wraz z narastaniem fali zbrodni ukraińskich nacjonalistów w drugiej połowie 1943 roku Polacy z Podkamienia wyjeżdżali do bezpieczniejszego Rohatyna. Ci, którzy pozostali na miejscu w obawie przed napadem nocowali w różnych kryjówkach lub u ukraińskich sąsiadów. We wsi nie zdołano zawiązać samoobrony z powodu ciągłej kontroli ukraińskiej policji.

## Przebieg napadów
Pierwszy napad na wieś nastąpił 9 lutego 1944 r. Sprawcą napadu była prawdopodobnie sotnia UPA “Siromancy”, która zabiła 16 Polaków.
19 lutego 1944 ukraińska policja przeprowadziła w Podkamieniu rewizję w poszukiwaniu broni u Polaków. Gdy jej nie znaleziono, wieczorem około godziny 18-20 do miejscowości przybyła ponownie sotnia “Siromancy”. Intruzi, którym towarzyszyli także miejscowi Ukraińcy, rozeszli się po wsi, wchodzili do domów i z reguły zabijali napotkanych polskich mężczyzn. Mordowano za pomocą noży, siekier, młotów i wideł, jedynie do uciekających strzelano. Niektórzy napadnięci próbowali bronić się siekierami. Według meldunku UPA wielu Polaków nie zdołano zabić, gdyż znaleźli schronienie u niektórych miejscowych Ukraińców. Napastnicy zakończyli napad o godzinie 2 w nocy. Tej nocy zamordowano około 60 osób i spalono 6 zagród.
Dzień po zbrodni do Podkamienia przybyła niemiecka policja, która zrobiła zdjęcia ofiar i odjechała. Zwłoki pochowano w zbiorowej mogile, którą ukraińscy nacjonaliści później zrównali z ziemią.